# سیارک ۹۱۰۸
سیارک ۹۱۰۸ (به انگلیسی: 9108 Toruyusa، نامگذاری:1997AZ6) نه هزار و صد و هشتمین سیارک کشف شده‌است که در ۹ ژانویه ۱۹۹۷ کشف شد.
قدر مطلق سیارک برابر ۱۸.۶ است.